# La Planète des singes
Vous lisez un « bon article » labellisé en 2020.  Il fait partie d'un « bon thème ».
Pour les articles homonymes, voir La Planète des singes (homonymie).
La Planète des singes est un roman de science-fiction publié en janvier 1963 par l'écrivain français Pierre Boulle. Succès commercial, il est rapidement traduit dans de nombreuses langues.
Le roman raconte l’histoire de trois hommes qui explorent une planète lointaine similaire à la Terre, où les singes sont les espèces dominantes et intelligentes, alors que l'humanité est réduite à l’état animal. Le narrateur, Ulysse Mérou, est capturé par les singes et se retrouve enfermé dans un laboratoire. Prouvant son intelligence aux singes, il aide ensuite les scientifiques simiens à découvrir les origines de leur civilisation.
Satire de l'humanité, de la science et de la guerre, l'ouvrage aborde également les thèmes de l'instinct, de l'évolutionnisme et de la société humaine. La Planète des singes est l'un des romans les plus célèbres de Pierre Boulle et fait l’objet de plusieurs adaptations cinématographiques internationales. L'auteur est même contacté par les producteurs pour rédiger le scénario d'un des films.

## Création

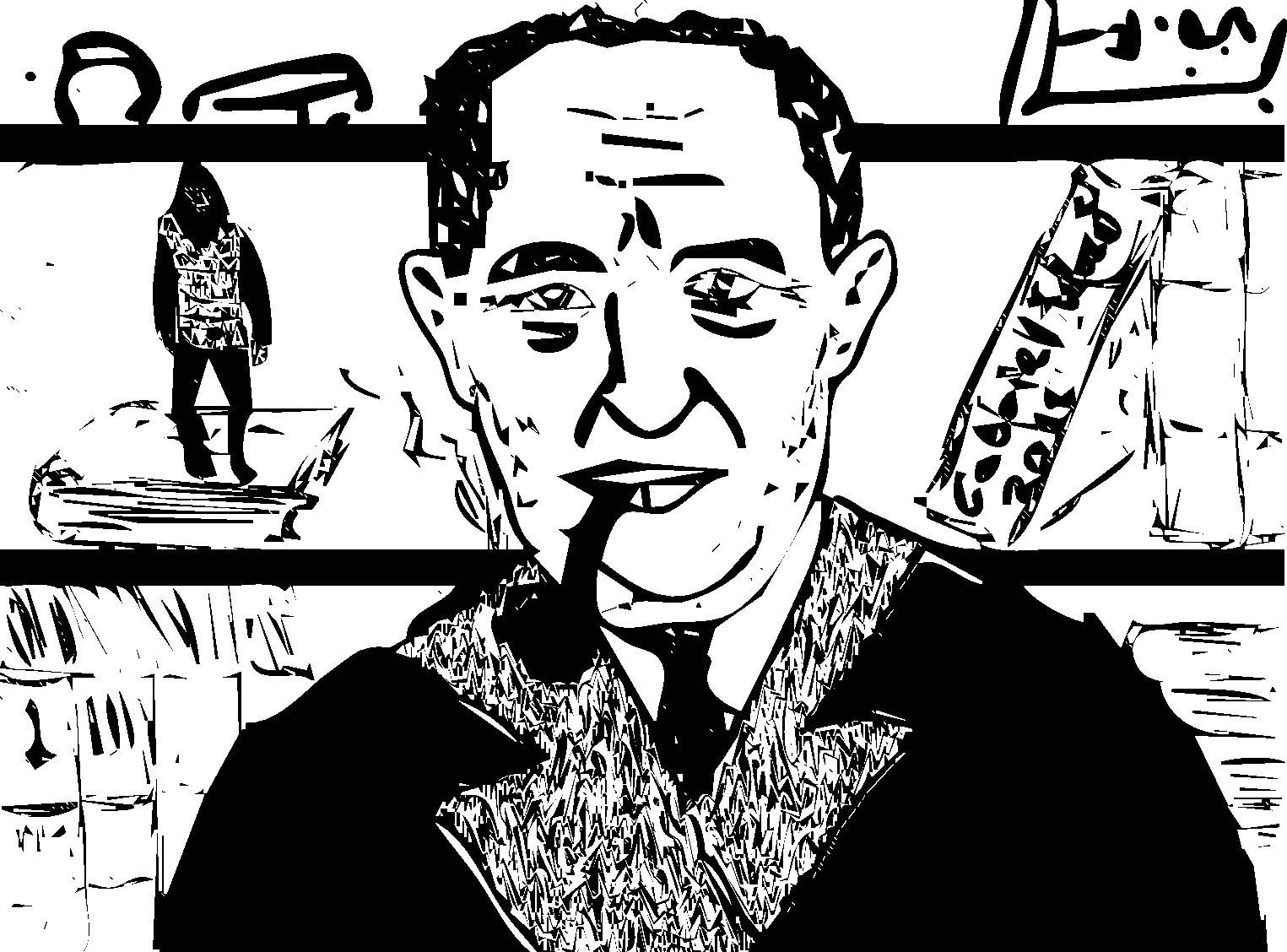
Vision d'artiste de Pierre Boulle.

L'idée principale du roman est venue en 1962 à l'écrivain Pierre Boulle lors d'une visite au zoo, en observant les gorilles,. Il dit à ce sujet : « J'étais impressionné par leurs expressions quasi-humaines. Cela m'amena à imaginer ce que donnerait une relation homme/singe. Certains croient que j'avais King Kong en tête lorsque j'ai écrit mon livre, mais c'est totalement faux »,. Il se met alors à réfléchir à ce qui se passerait si les grands singes étaient les gardiens du zoo et lui-même l'animal en cage. Il débute donc la rédaction d'un récit sans vraiment savoir où il le mènerait. Le titre de travail de son manuscrit est d’ailleurs La Planète mystérieuse,.
Pierre Boulle ne travaille pas de manière linéaire mais par strates. Il construit l’intrigue et le détail des événements au gré de son inspiration. En premier lieu, il rédige un manuscrit puis il retravaille et rature deux versions dactylographiés. Ces deux dernières versions suivent pour l’essentiel la même trame que le manuscrit mais se voient rajouter à la main pour la première des chapitres entiers et pour la seconde plusieurs paragraphes. Boulle met six mois en tout pour écrire le roman.
La première version du manuscrit prend place dans un contexte de pure science-fiction où les voyages spatiaux semblent fréquents et où le narrateur découvre une planète en compagnie d'une petite troupe. Dans la deuxième version, le récit se transforme en un voyage fantastique d'un savant qui réalise avec deux comparses la première tentative de vol interstellaire. Ils se retrouvent alors confrontés à des singes en complet regardant la télévision, conduisant des voitures et traversant les rues grâce à des chemins aériens constitués par un treillis métallique suspendu entre deux bâtiments.

## Description
Le roman est divisé en trois parties de, respectivement, dix-sept, neuf et douze chapitres. La structure narrative prend la forme d'un récit emboîté dans un autre par un retour en arrière temporel,,. Il s'agit d'un récit enchâssé à la manière des Mille et une nuits (IXe siècle) ou du roman Don Quichotte (1605-1615) de Miguel de Cervantes. Les premier et dernier chapitres sont rédigés en focalisation externe et à la troisième personne du singulier tandis que les autres chapitres sont rédigés en focalisation interne et à la première personne du singulier.

### Première partie

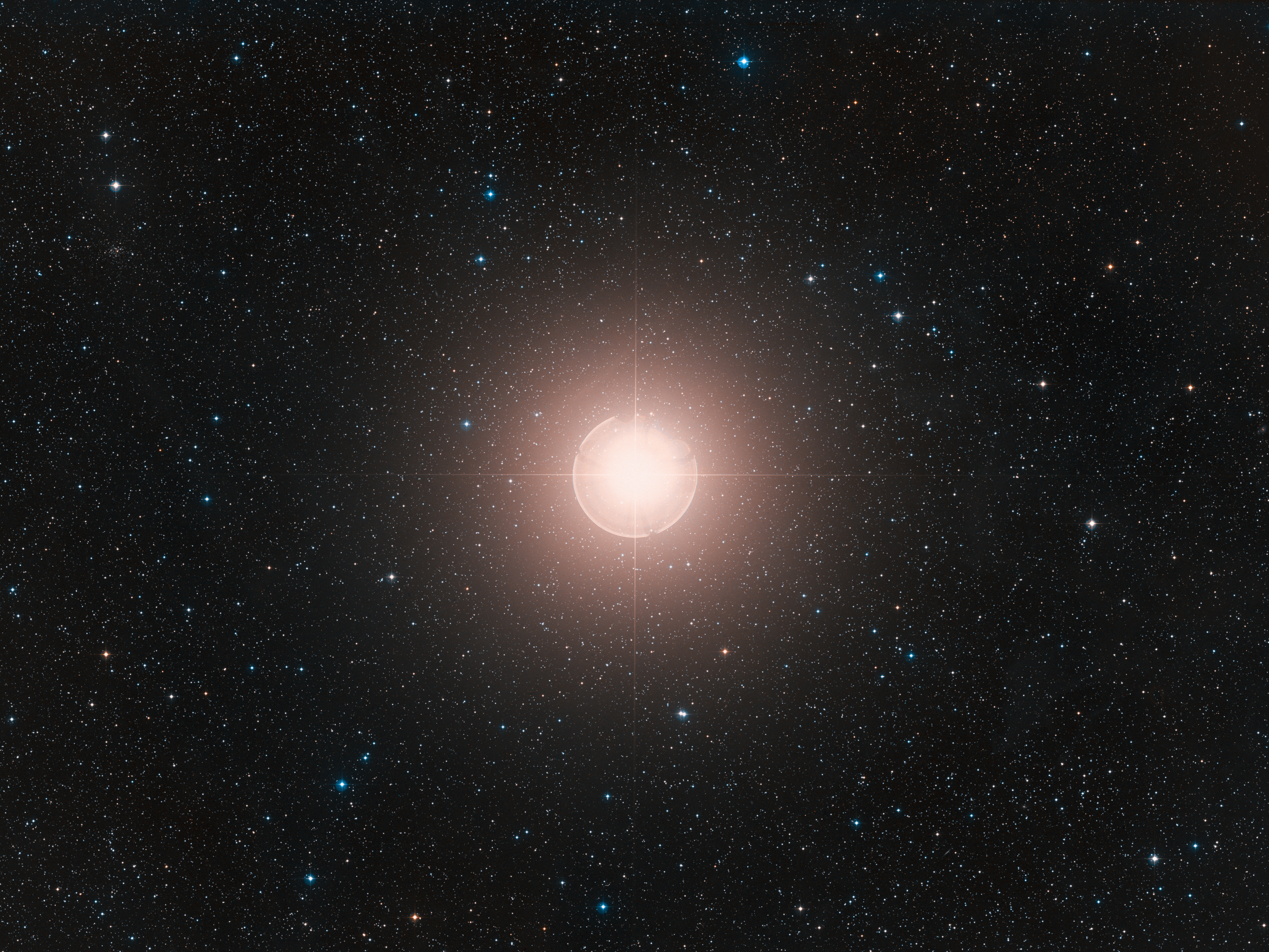
L'étoile Bételgeuse selon en en 2010.

Un manuscrit enfermé dans une bouteille est retrouvé dans l'espace par Jinn et Phyllis, un couple en voyage spatial,. Ce manuscrit raconte l'histoire suivante : en l’an 2500, le savant professeur Antelle a organisé une expédition pour l’exploration de l’étoile supergéante Bételgeuse,. Il a embarqué à bord de son vaisseau son disciple, le jeune physicien Arthur Levain, et le journaliste, narrateur de cette aventure, Ulysse Mérou ainsi qu’un chimpanzé baptisé Hector et plusieurs plantes et animaux pour ses recherches scientifiques dans l’espace,. Arrivés à proximité de l'étoile, ils distinguent quatre planètes gravitant autour d'elle. L’une d’entre elles ressemble étrangement à la Terre. Ils décident alors de l’explorer. À bord d’un « engin à fusée » qu'ils nomment chaloupe, les trois aventuriers survolent des villes, des routes, des champs avant d’atterrir dans une forêt. Après avoir effectué des tests, ils quittent leur chaloupe et découvrent l’étonnante ressemblance de l’atmosphère de cette planète, qu’ils baptisent Soror, avec celle de la Terre,. Ils enlèvent leurs scaphandres et assistent impuissants à la fuite d’Hector. Par curiosité, ils s’engagent dans la forêt et arrivent à un lac naturel dont l’eau limpide leur donne envie de se baigner. Mais à leur grande surprise, ils découvrent au bord du lac des traces de pas humains,.

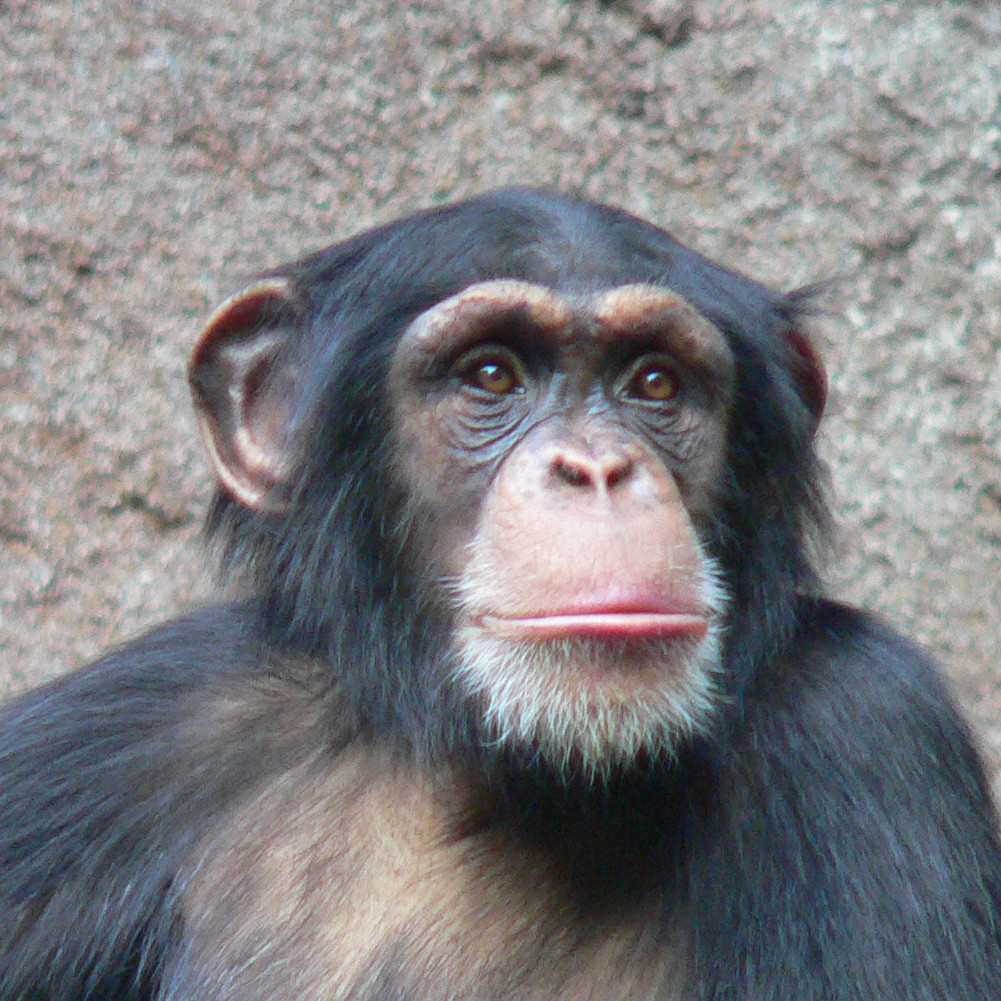
Le chimpanzé Hector est embarqué sur le vaisseau du professeur Antelle.

Ces traces appartiennent à une jeune femme qui, sans être gênée de sa nudité, s’approche d’eux avec méfiance. Baptisée Nova, elle ne sait ni parler ni sourire et ses gestes ressemblent à ceux des animaux. Au moment où les quatre nagent dans l’eau, le chimpanzé Hector réapparaît mais il est soudain étranglé et tué par Nova dont le comportement animal choque le narrateur qui demeure, toutefois, soumis par la beauté physique de la sauvage,. Le lendemain, Nova revient accompagnée de plusieurs hommes de sa tribu. Ces derniers ne parlent pas, ils hululent seulement. Irrités par les habits des trois aventuriers, les hommes de Soror ne tardent pas à les déchirer mais sans faire de mal aux aventuriers. Ils s’attaquent ensuite à la chaloupe qu’ils détruisent complètement après s'être adonnés à des enfantillages dans le lac sans prêter attention aux trois Terriens trop gênés par leur nudité,. Conduits au campement, les trois aventuriers découvrent la vie primitive des humains de Soror. Nova leur donne à manger des fruits qui ressemblent à des bananes et se rapproche du narrateur avec qui elle passe la nuit,.
Le jour suivant, un grand tapage semble étourdir les humains de Soror qui fuient dans tous les sens,. Sans trouver d’explication à cette agitation, le narrateur et Arthur Levain les suivent. Au bout de sa course, le narrateur s’arrête et découvre ce qui lui paraît un cauchemar. Le tapage est en fait une partie de chasse où les chasseurs sont des singes et le gibier, des humains. Se trouvant sur la ligne de tir d’un gorille, le narrateur ne peut s’empêcher de remarquer l’élégance de sa tenue de chasse et son regard étincelant comme celui des humains sur la planète Terre. Ces singes semblent raisonnables et intelligents. Cependant, son compagnon Arthur, pris de terreur et tentant de s'enfuir, est tué sur-le-champ par le gorille. Le narrateur profite d’un petit instant de relâchement et s’enfonce dans les buissons. Mais il est capturé par un filet tendu pour attraper les fuyards,,.
Les prisonniers sont mis dans des chariots et conduits à une maison où les chasseurs sont attendus par leurs femmes venant admirer l’œuvre de leurs maris. Les morts sont exposés aux regards admiratifs des guenons et les vivants sont conduits dans des chariots vers la capitale pour servir de cobaye dans des recherches scientifiques. Sur place, le narrateur est mis dans une cage individuelle située en face de la cage de Nova que surveillent deux gorilles appelés Zanam et Zoram,. Voulant attirer leur attention sur sa différence, le narrateur les remercie avec amabilité. Surpris, les deux gorilles avertissent leur supérieur, un chimpanzé femelle appelée Zira. Intriguée par ce cas, la guenon avertit son supérieur : un vieil orang-outan, qui fait subir au narrateur plusieurs tests de conditionnement pour s’assurer de son intelligence. Étonné par les résultats obtenus, le vieillard, appelé Zaïus, reste cependant convaincu qu'il s'agit d'un cas d'humain dressé et non d'un humain conscient et intelligent. Il en informe un autre collègue, puis décide de faire subir au narrateur le même test d’accouplement qu'aux autres cobayes. Il lui choisit comme partenaire Nova,,.

### Deuxième partie
Le narrateur commence à apprendre le langage simien. Profitant d’une visite de routine, il dessine à Zira des figures géométriques et les théorèmes qui en découlent, puis le Système solaire et celui de Bételgeuse, la trajectoire de son vaisseau et son origine, la Terre. Zira comprend son message et lui demande de garder le secret car Zaïus pourrait lui causer des problèmes,. Zira commence à apprendre le français et les deux peuvent communiquer facilement. Elle lui apprend comment les singes se sont développés sur cette planète alors que l’homme est resté à un stade d’animalité. Enfin, le narrateur retrouve l’air libre lorsque Zira l'amène en promenade, après trois mois d’enfermement, pour lui présenter Cornélius, son fiancé, un chimpanzé biologiste très intelligent et intuitif,. Il se laisse tenir en laisse comme le lui a recommandé Zira et tente de dissimuler son intelligence. Zira lui apprend que Zaïus voulait le transférer à la division encéphalique pour pratiquer sur son cerveau des opérations délicates mais qu’elle l’en a empêché. Avec Cornélius, elle lui conseille de faire très attention et d'attendre le congrès des savants biologistes qui va se tenir dans les jours suivants où il sera présenté par Zaïus, pour révéler son secret,.

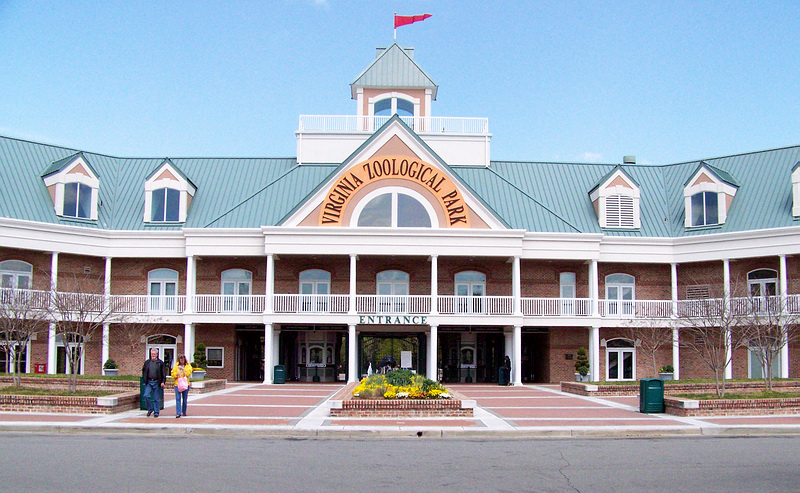
L'entrée d'un parc zoologique.

Zira donne ensuite à Ulysse une lampe et des livres grâce auxquels il apprend le langage simien et découvre l’organisation de la société des singes, leur système politique et leur culture,. Profitant des promenades avec Zira et des entrevues avec Cornélius, le narrateur prépare le discours qu’il doit présenter lors du congrès. La guenon lui fait visiter le parc zoologique où il découvre des animaux ressemblant à ceux de la Terre et des « humains », parmi lesquels il retrouve le professeur Antelle, qui a perdu la raison,. Les deux premiers jours du congrès dont parlait Zira sont consacrés aux théories. Le troisième jour, Zaïus présente le narrateur qui en profite pour exposer son cas dans le langage simien provoquant l’étonnement général des singes savants et des journalistes,. Pressé par l'opinion publique, le congrès décide à contrecœur de libérer le narrateur et destitue Zaïus de ses fonctions. Mais Ulysse sait qu'il représente toujours une menace pour la civilisation simiesque,,.

### Troisième partie
Après avoir été nommé directeur de l’Institut des recherches biologiques, Cornélius désigne Ulysse comme son collaborateur et l’amène sur un site archéologique daté de plus de dix mille ans,. Cornélius espère y trouver des indices sur l’origine des singes et de leur civilisation car ils ne savent absolument rien au-delà de dix mille ans d'histoire, période depuis laquelle ils ont très peu évolué. Cornélius y découvre une poupée d'apparence humaine habillée et parlante, confirmant son pressentiment selon lequel les humains avaient régné en maîtres sur leur planète avant les singes,,.
Cornélius renvoie par avion le narrateur en ville. Ils ont tous deux compris que la civilisation des singes est uniquement bâtie sur l’imitation. À son retour, Zira apprend au narrateur que Nova est tombée enceinte lors des tests d'accouplement que Zaïus avait demandés,. Elle a donc été transférée dans un autre service pour que la naissance reste secrète,.
Cornélius présente Ulysse à Hélius, le directeur de la division encéphalique, qui lui fait visiter son service dont le « clou » est une salle où, par des stimulations électriques infligées à même le cerveau, il fait remonter la « mémoire de l'espèce» à des cobayes humains qui retrouvent ainsi l'usage de la parole et racontent comment les singes ont pris le pouvoir sur la planète et comment ils ont réussi à domestiquer les humains,,.
Nova accouche d’un garçon qui présente tous les signes indiquant qu'il peut parler comme les humains de la Terre,. L’événement est tenu secret car les orangs-outans auraient décidé d’éliminer l’enfant qui constituerait une preuve concrète de leurs erreurs scientifiques. Mais le narrateur et sa nouvelle famille sont sauvés grâce à Cornélius et Zira et retournent sur Terre,,.

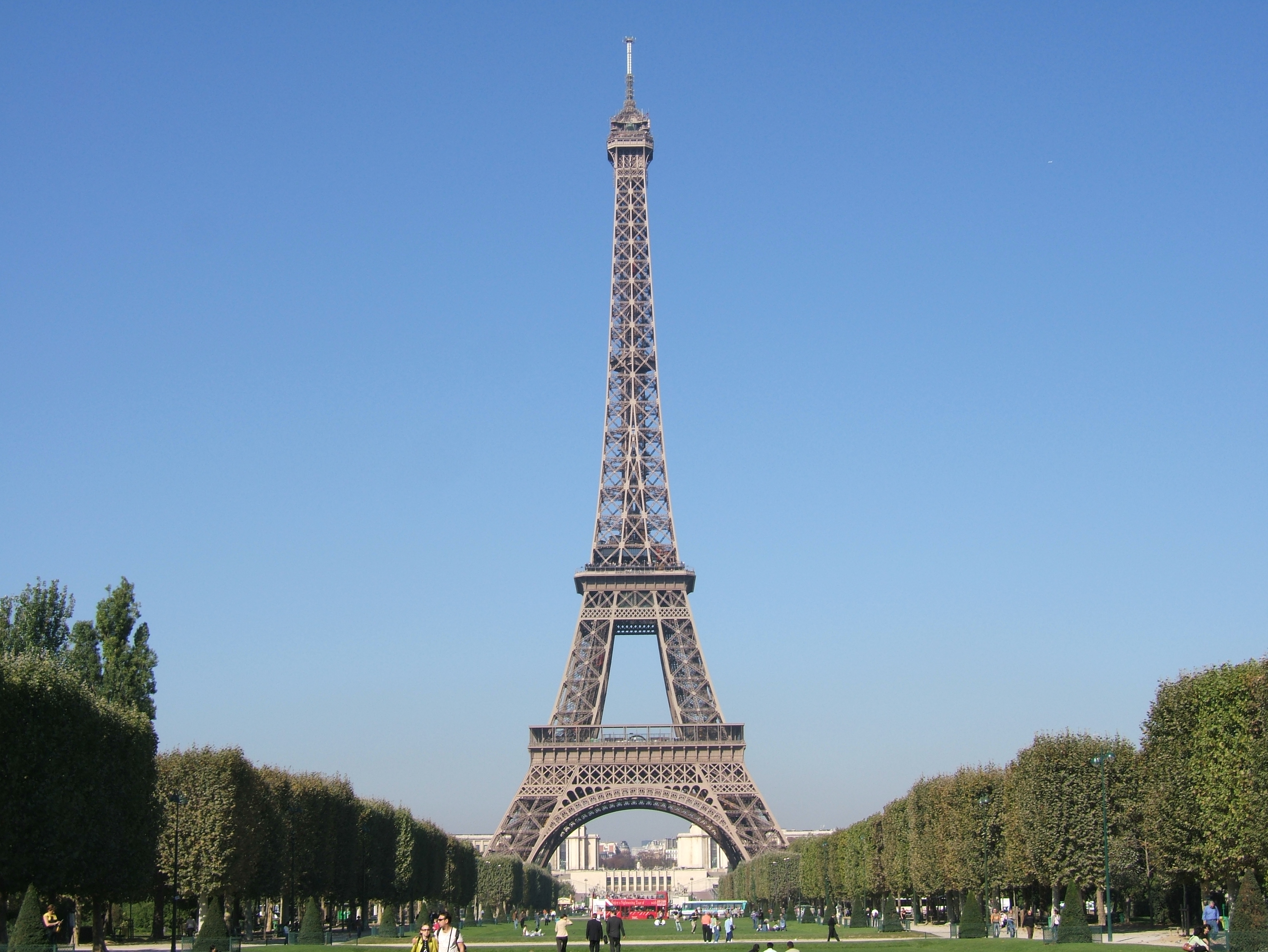
Vue de la tour Eiffel.

Durant le voyage, Ulysse constate que son fils Sirius parle, et Nova apprend aussi à parler. Arrivés sur Terre, sept cent ans après le départ des explorateurs, Ulysse et sa famille aperçoivent la tour Eiffel et se posent à Orly. Heureux d'être de retour chez lui, Ulysse se précipite hors du vaisseau. Une personne vient les accueillir. Le narrateur constate avec stupeur que c'est un gorille,. Pour clore le roman, la narration retourne vers Jinn et Phyllis, le couple en voyage spatial. Le lecteur découvre alors qu'eux aussi sont des chimpanzés et que l'homme évolué a certainement disparu de la galaxie,.

## Personnages
Liste des personnages par ordre d'apparition :
- Jinn et Phyllis sont les astronautes chimpanzés qui trouvent la bouteille avec le message d'Ulysse Mérou[12],[a 13] ;
- Ulysse Mérou est le journaliste qui participe à l'expédition sur Bételgeuse[13],[a 14]. C'est le héros du roman. Son prénom rappelle celui du héros d'Homère, qui comme Ulysse Mérou est lancé dans un périple aventureux[a 8]. Son prestigieux prénom est ironiquement contrebalancé par le ridicule de son patronyme : Mérou[a 15]. Dans un premier temps, il tient un rôle d'observateur et de chroniqueur, se contentant de subir l'action[a 16]. Il se réfugie ensuite dans le travail de réflexion pour ne pas sombrer dans le désespoir[a 16]. C'est un personnage pudique car il ne supporte pas la nudité qui est la norme chez les humains de Soror[a 16]. Ulysse est également orgueilleux car il se sent supérieur aux hommes de Soror et pense même être investi d'une mission presque divine : devenir le nouvel espoir de l'humanité[a 16] ;
- le professeur Antelle est un savant de grande renommée, chef de l'expédition sur Bételgeuse[14],[a 14]. C'est lui qui a financé et conçu la construction du vaisseau interstellaire[a 16]. Ulysse le tient en haute estime[a 16]. Comme Ulysse, il est capturé par les gorilles. Quand ce dernier le retrouve, il découvre que son compagnon a perdu la raison[15] ;
- Arthur Levain est un jeune physicien assistant du professeur Antelle[16],[a 14]. Il est tué au cours d'une rafle organisée pour capturer des humains[a 8],[a 16]. Il porte un nom adéquat de « disciple prêt à faire lever le bon pain de la science de son maître »[a 8] ;
- Nova est une splendide jeune femme de la planète Soror[17],[a 14]. Comme ses semblables, elle est d'abord animée par l'instinct animal mais grâce à Ulysse Mérou, elle apprend à parler et développe son intelligence[a 16]. Elle devient la compagne d'Ulysse et lui donne un enfant[a 16]. Dans le premier manuscrit de l'auteur, elle porte le prénom d'Amia[a 5]. Dans la deuxième version, elle s'appelle d'abord Stella puis finalement Nova[a 5] ;
- Zira est un chimpanzé femelle scientifique qui sauve Ulysse Mérou[18],[a 13]. Elle travaille dans le même laboratoire que Zaïus. Elle observe d'abord Ulysse comme un sujet scientifique[a 16]. Elle développe peu à peu des sentiments pour Ulysse mais le repousse, horrifiée par son apparence humaine : « Je ne peux pas. Tu es vraiment trop affreux ! »[19]. Son nom est fixé par Pierre Boulle dès la première version de son manuscrit[a 5] ;
- Zaïus est un orang-outan qui dirige l'institut de recherche[20]. Il ne croit pas que les hommes puissent posséder une âme ni un esprit[21]. Victime de son esprit borné, il est limogé après le discours que prononce Ulysse devant le congrès scientifique[a 16] ;
- Zoram et Zanam sont deux gorilles qui travaillent au laboratoire de Zira[22] ;
- Cornélius est un chimpanzé archéologue et le fiancé de Zira[23],[a 13]. Il est un double de Charles Darwin[a 17]. Cornélius aide Ulysse à s'enfuir et devient son ami puis son rival auprès de Zira[a 16]. « Il est partagé entre son amour de la science et son devoir de singe »[a 8]. Cependant, il reste persuadé que les singes dépasseront les hommes par leur faculté d'innover[a 16]. Son nom rappelle d'ailleurs le « dilemme cornélien » auquel sont confrontés les héros des tragédies de Pierre Corneille[a 8]. Dans le premier manuscrit de l'auteur, il porte le prénom d'André[a 5] ;
- Haristas est un orang-outan qui vivait bien longtemps avant l'arrivée d'Ulysse sur Soror. Il est à l'origine des dogmes des singes, notamment celui qui prétend que seuls les singes ont une âme[24],[Note 7]. Par son nom et par ce qu’il représente, il désigne le philosophe Aristote[a 8] ;
- Hélius est le chimpanzé directeur de la division encéphalique[25]. Il effectue des recherches sur le cerveau humain. Il porte le même prénom qu'Hélios, le dieu du Soleil personnifié[a 8] ;
- Sirius est le fils d'Ulysse et de Nova[26]. Il apprend à parler à trois mois, c'est un enfant précoce. Son prénom est celui de Sirius, qui vue de la Terre, est l'étoile la plus brillante du ciel après le Soleil[a 8].

## Thèmes abordés

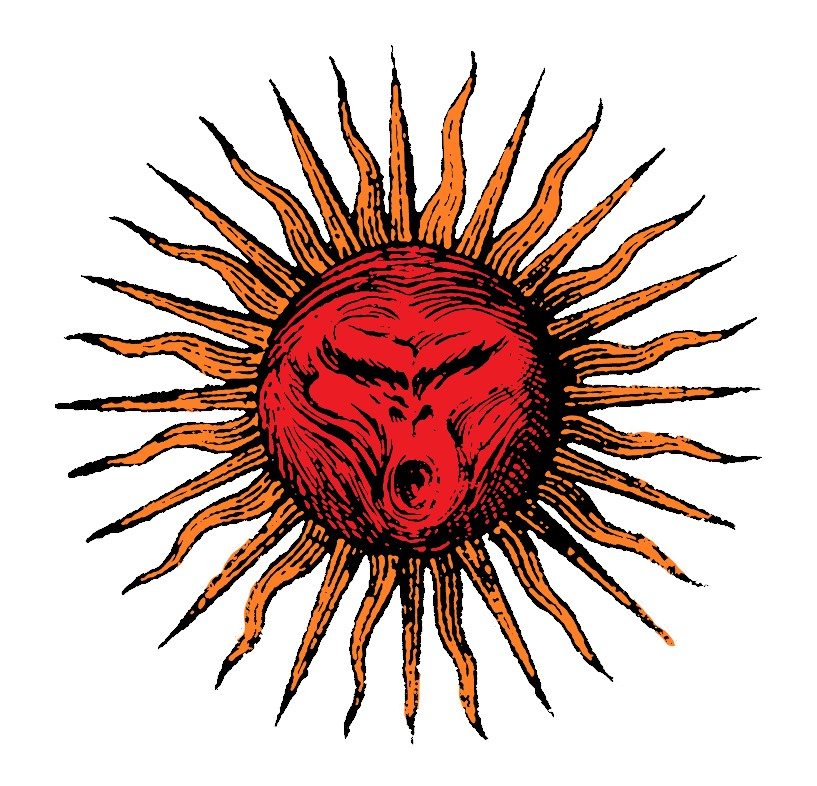
Vision d'artiste de La Planète des singes, d'après une ancienne édition du roman.

Pierre Boulle considère son roman comme n'étant pas de la science-fiction,. Pour lui, ses « singes ne sont pas des monstres, ils ressemblent aux hommes comme des frères ». La science-fiction n'est qu'un prétexte pour aborder d'autres thématiques comme les relations entre les hommes et les singes. La sophistication, qui est pourtant inhérente au genre, est en effet peu présente dans le récit. Rod Serling, créateur de la série télévisée de science-fiction La Quatrième Dimension (1959-1964) et premier adaptateur du roman pour le cinéma, confirme en 1972 que Boulle « n'a pas la dextérité d'un écrivain de science-fiction ». Serling écrit que le livre de Boulle est « une longue allégorie sur la morale plus qu’un monument de science-fiction. Cependant, il contient dans sa structure une phénoménale idée de science-fiction ».

### Le voyage comme aventure
Comme son nom l'indique, Ulysse Mérou part en voyage loin des siens et tente ensuite, comme Ulysse, le héros de l’Odyssée (VIIIe siècle av. J.-C.), de retrouver sa patrie. Mérou vit une aventure dans l'espace et dans le temps. Comme Ulysse qui découvre son royaume d'Ithaque changé après vingt ans d'absence, Mérou sait qu'il retrouvera une Terre changée. Cependant, contrairement à Ulysse, le héros de La Planète des singes sait qu'il a perdu toutes les personnes qu'il a connues. Il doit faire le deuil du monde qui était le sien. La tragédie pour Mérou est d'avoir sous-estimé les inconvénients de son voyage dans l'espace et le temps. Pour avoir fui son époque, il se retrouve dans un temps qui ne lui correspond plus.

### L'instinct
Dans ses récits, Pierre Boulle met souvent en avant le travail de l’instinct. Dans La Planète des singes, Ulysse Mérou, lorsqu’il se retrouve chassé par les singes, indique : « D’instinct, je repris ma course en avant, ayant soin toutefois de me dissimuler dans les buissons et de faire le moins de bruit possible ». Ulysse dit plus loin à propos d'un singe qui fume la pipe que « rien dans cet acte n’avait choqué [s]on instinct, tant ses actes étaient routiniers ». Ulysse, se comparant aux hommes de la planète Soror, raconte qu'il est « impatient de leur faire sentir la différence entre instinct et intelligence ». Et, face aux hommes dans les cages, « un secret instinct [l]’avertit qu’il y a pourtant en eux des possibilités plus grandes ». Enfin dans une réflexion sur l’hérédité, il lui « semble qu’un instinct mystérieux les ait avertis de la naissance miraculeuse ». La cage construite par les singes permet également à Ulysse d’assumer son instinct sexuel lors du test d’accouplement imposé par Zaïus.

### L'évolutionnisme

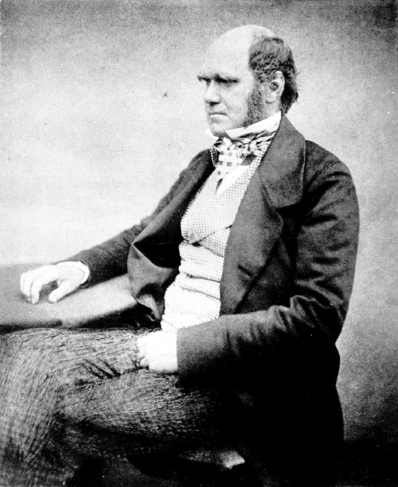
Photo de Charles Darwin prise vers 1854.

La Planète des singes reprend les thèses sur l'évolution de Charles Darwin, tout comme avant lui le feuilleton Les Aventuriers du ciel (1933-1938) de René-Marcel de Nizerolles et les romans Le Règne du gorille (1941) de Lyon Sprague de Camp ainsi que Les Animaux dénaturés (1952) de Jean Vercors. Cependant, le récit revisite le darwinisme dans un cadre actualisé,. Dans son récit, Pierre Boulle imagine que l'évolution naturelle déchoit l'homme de sa prééminence sur les autres espèces vivantes au profit des singes,,. Boulle reprend donc la théorie de Darwin en décrivant bien l'évolution d'une espèce au détriment d'une autre.
Les théories évolutionnistes sont présentées dans le chapitre deux de la deuxième partie : « Nous savons qu'elles [Les espèces] ont eu probablement toutes une souche commune. […] Singes et hommes sont des rameaux différents, qui ont évolué, à partir d'un certain point, dans des directions divergentes, les premiers se haussant peu à peu jusqu'à la conscience, les autres stagnant dans leur animalité. ». L'évolution artificielle des singes et la déchéance des hommes sont quant à elles révélées au chapitre huit de la troisième partie : « Il [un singe] était chez moi depuis des années et me servait fidèlement. Peu à peu, il a changé. Il s'est mis à sortir le soir, à assister à des réunions. Il a appris à parler. Il a refusé tout travail. Il y a un mois, il m'a ordonné de faire la cuisine et la vaisselle. […] Une paresse cérébrale s'est emparée de nous [les hommes]. Plus de livres ; les romans policiers sont même devenus une fatigue intellectuelle trop grande. […] Pendant ce temps, les singes méditent en silence. Leur cerveau se développe dans la réflexion solitaire… et ils parlent. ». Boulle dans ce passage ne présente pas la capitulation physique de l’homme devant plus fort que lui mais la capitulation de l’homme vis-à-vis de lui-même.
Dans le roman, les caractères éthologiques variés des singes les ont amenés à occuper une position différente dans la stratification sociale : les gorilles sont les plus violents, ils sont policiers, chasseurs, guerriers ou administrateurs ; les orangs-outans sont les gardiens des traditions et du savoir ; les chimpanzés sont créatifs, poètes ou chercheurs,. Boulle ne s'attarde pas sur l'origine de cette répartition. Cela rappelle l'idéologie trifonctionnelle que prête l'anthropologue Georges Dumézil aux Indo-Européens. La répartition tripartite des singes rappelle aussi la société féodale avec ses castes de combattants, de religieux et de travailleurs. Les forts sont ainsi les alliés des garants de la tradition. Pierre Boulle montre ainsi que les théocraties sont néfastes aux progrès scientifiques et artistiques.
Cependant, les sociétés de primates non humains ont peu de chances d’hériter de la domination de la Terre car elles sont plus fragiles que l'espèce humaine. Une crise globale qui éteindrait l'espèce humaine n’épargnerait vraisemblablement pas les grands singes. Une pandémie qui éradiquerait les humains sans affecter les autres mammifères ne serait pas à l'avantage des grands singes qui sont trop proches génétiquement des humains. Les rats seraient plus probablement l'espèce dominante.

### Satire de l'humanité

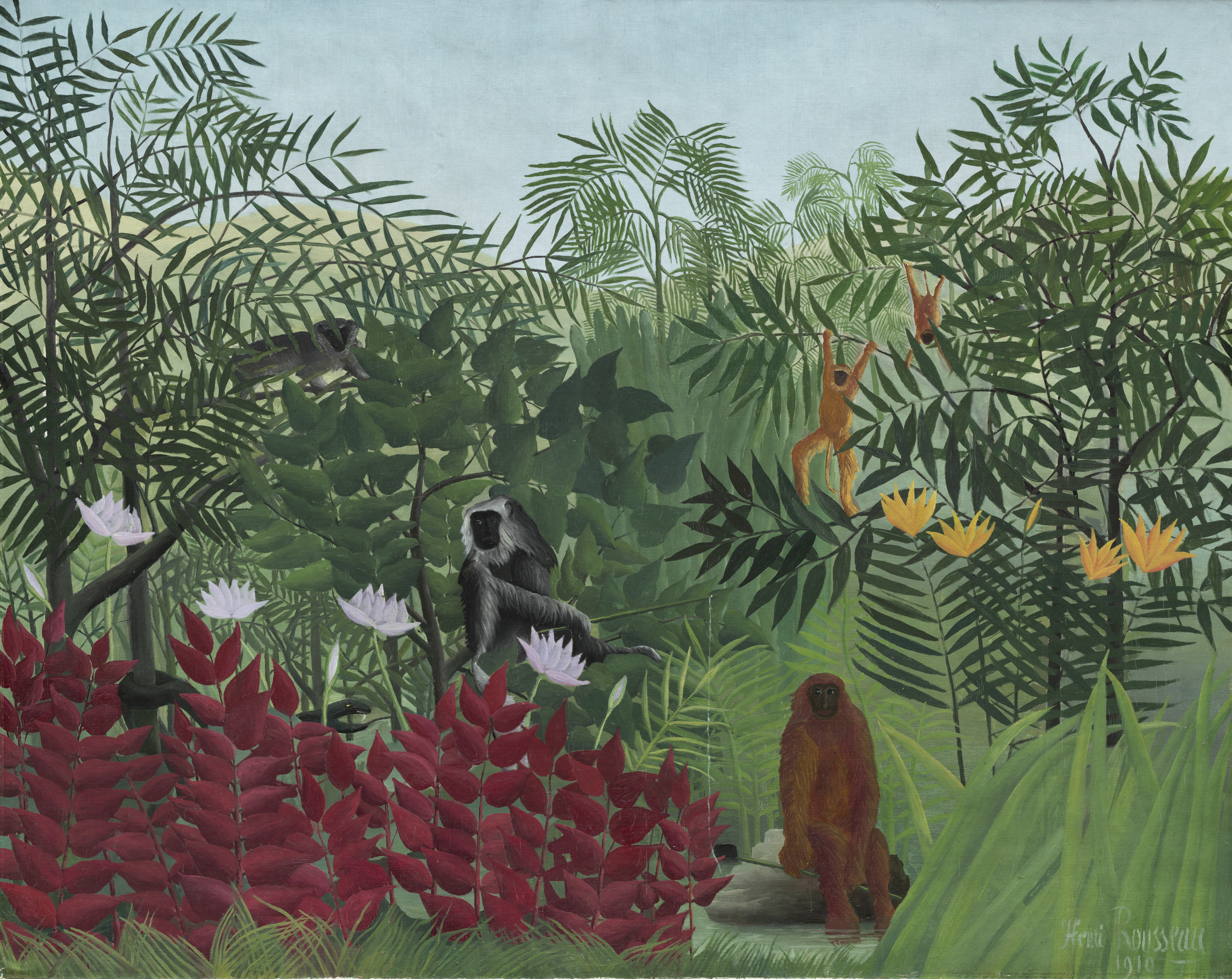
Le tableau Forêt tropicale avec singes (1910) d'Henri Rousseau est un exemple du genre pictural nommé singerie qui a pour principe l'anthropomorphisation des singes.

Le livre est également un conte d’anticipation autour de thèmes philosophiques et satiriques utilisant le principe des rôles inversés pour mettre en exergue les travers de la société humaine,,,,,. En envisageant que plusieurs espèces intelligentes cohabitent sur la Terre, Pierre Boulle peut dénoncer notamment la xénophobie, les dogmes, les castes, les expérimentations animales, la désinformation mais aussi l’oisiveté de l’espèce humaine. Il dénonce également l'absence d'originalité et d'individualité des hommes. Boulle prend pour exemple le comportement animal des humains qu'il a pu voir à la Bourse ou au tribunal, où selon lui « l'intelligence n'a aucune part ».
Le roman semble se faire l’écho des débats des années 1960 autour du miracle économique japonais, notamment à travers les discussions entre Ulysse et ses interlocuteurs singes pour savoir si l’évolution des singes s’est faite par imitation ou par génie créatif. À l'époque, les économistes occidentaux se posent les mêmes questions au sujet du Japon. Le déclin de l'humanité peut, lui, faire écho à la décolonisation de l'empire français lors de ces mêmes années. Le combat que mènent Zira et Cornélius pour reconnaître des droits aux humains semble être un écho du mouvement des droits civiques contre la ségrégation raciale. À l'instar de Rosa Parks qui refuse de céder sa place à un blanc dans un bus, Ulysse fait entendre sa voix pour prouver qu'il peut être traité d'égal à égal.

### Réflexion sur l'animalité de l'homme

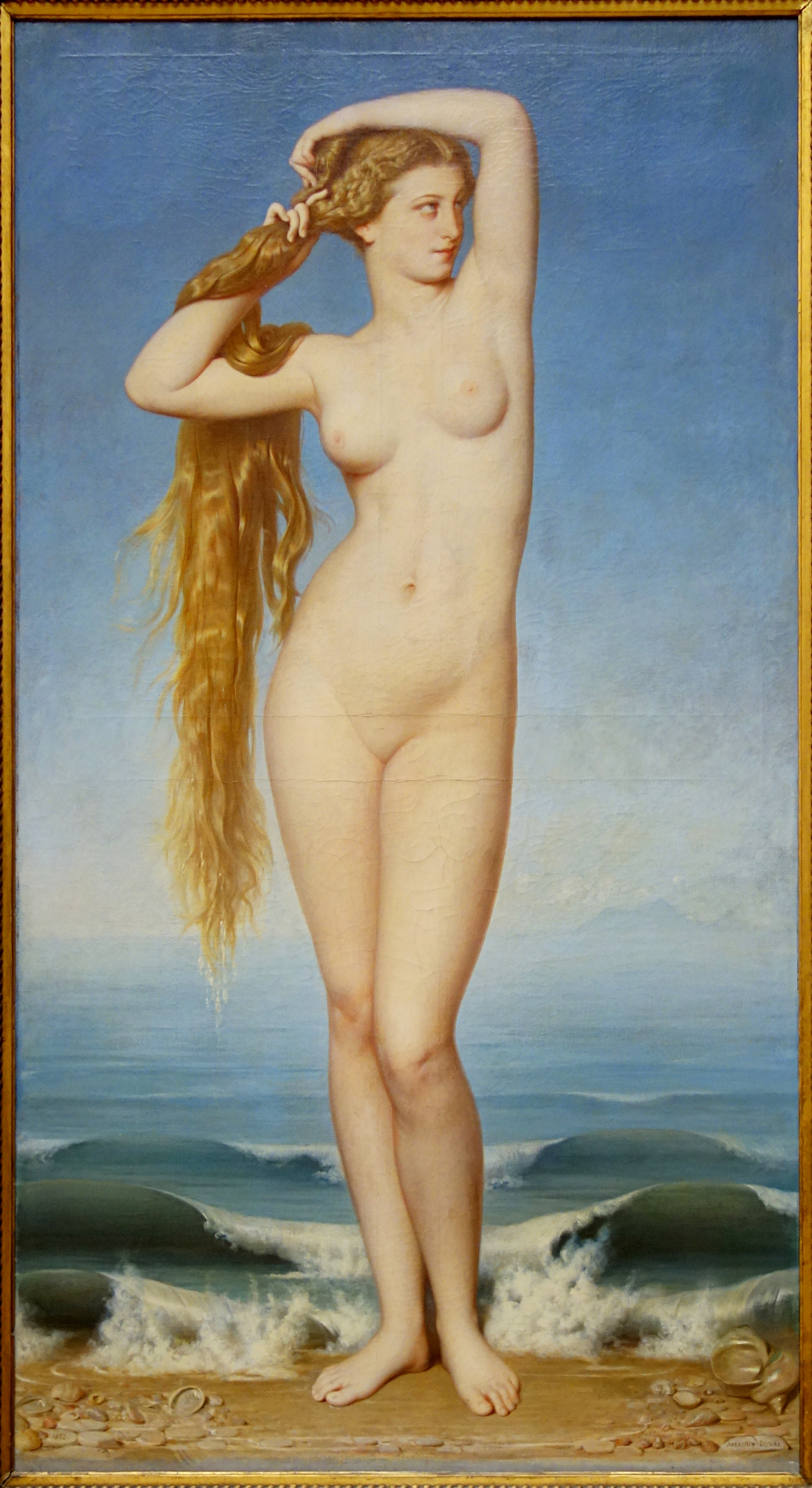
Le tableau La Naissance de Vénus (1862) d'Amaury-Duval.

Boulle est inconsciemment empreint du créationnisme. La description qu’Ulysse fait de Nova, alors complètement nue, rappelle la naissance de Vénus, la déesse de l’amour. Nova est aussi à rapprocher d’Ève puisqu’elle est censée rebâtir avec Ulysse une nouvelle civilisation humaine.
Cependant, la réflexion de Pierre Boulle est profondément évolutionniste. L’animal est toujours présent dans l'être humain, car il assouvit toujours ses besoins primaires. Boulle met en garde l'homme contre la tentation de la paresse intellectuelle. Pour lui, l’effort est nécessaire pour la survie de l’humanité. Le retour à la nature n’est pas souhaitable pour l'espèce humaine, cela entraînerait la perte des capacités cognitives. C'est le cas du professeur Antelle que la dégénérescence fait passer de l'état de scientifique de génie à celui d'animal. Nova, quant à elle, ne se préoccupe pas de ses semblables ou même de ses parents. Elle se contente de survivre et n'a pas d'amour pour son prochain.

### Réflexion sur la société humaine
À la façon des contes philosophiques du XVIIIe siècle, Pierre Boulle propose un récit insolite qui oblige son lecteur à porter un regard nouveau sur le monde familier qui l’entoure,,,,. Boulle recourt à des raisonnements par analogie ironiques entre le représentant et le représenté. Ces métaphores prolongées tournent ainsi à l'allégorie. Il utilise pour cela le procédé de l'anthropomorphisme en prêtant à des animaux des caractères et comportements humains. Le lieu de l'action est ainsi une autre planète, mais celle-ci ressemble tellement à la Terre que le narrateur la baptise Soror, ce qui veut dire « sœur » en latin. Seule la situation dominants et dominés y est inversée entre les singes et les hommes. Ce point de départ original oblige le personnage principal à avoir une série de réflexions sur l'humanité,. Boulle place l'humain, auquel s'identifie plus facilement le lecteur, dans une situation d'oppressé qui permet, par extension, de mettre en exergue le statut d'oppresseur de l'humanité envers les animaux.
Ainsi, la battue menée par les singes confronte Ulysse au fait que des hommes soient traités comme les animaux le sont sur Terre. De plus sur Soror, les singes maîtrisent le langage alors que les humains n'articulent que des cris. Cette supériorité avérée du singe sur l'homme dans l'histoire de Soror semble ainsi une application décalée de la dialectique du maître et de l'esclave développée par Hegel dans Phénoménologie de l'esprit (1807).
Les certitudes d’Ulysse sont remises en question. Il est contraint d'accepter, comme les contemporains de Galilée, que la Terre n'est pas le centre de l'Univers et, comme les contemporains de Charles Darwin, que l’homme n’est qu’un moment de l’évolution,.

### Critique de la science

Le Singe sculpteur (1710) d'Antoine Watteau est une critique des artistes qui veulent « singer » la nature.

Pierre Boulle se moque du « refus de l'esprit critique et de la vérité qui l'emport[e] sur la raison », s’amusant ainsi à « démontrer  que toute conclusion scientifique erronée peut être présentée comme vraie avec cohérence ». Il détourne ainsi deux arguments évolutionnistes qui démontrent la supériorité de l'homme sur le singe en les faisant reprendre par Zaïus pour justifier le contraire. Pour ce personnage, c’est parce que le singe a continué de vivre dans les arbres que sa souplesse physique a pu s’incarner en intelligence, alors que l’homme vivant sur terre n’a pas évolué. De même, c'est grâce à ses quatre mains que le singe a imaginé et produit des outils alors que l'homme, ne possédant que deux mains, est condamné à l’animalité.
En réalité, les singes du roman n'ont fait qu'imiter l'homme, ce qui a freiné l'innovation,,. Il n'y a eu aucun développement depuis plus de dix mille ans car les singes ne savent que « singer » la civilisation humaine. À l'instar de Zaïus, ils ont même peur du progrès. Ils ont constitué une mémoire reproductrice mais non créative. Ils ne sont donc pas tombés dans le processus de progrès frénétique qu'impose la science et qui cause dans le roman la chute de la civilisation humaine. Cependant, Boulle déresponsabilise l'humanité de cette chute en montrant que toutes les civilisations sont condamnées à mourir. Le retour à la sauvagerie constitue seulement le déclin de la civilisation humaine. C'est ainsi la propre dégénérescence des hommes qui laisse le champ libre aux espèces animales qui lui sont les plus proches de développer leur propre civilisation.
Avec anticipation, le livre met en lumière la hantise d’une régression due au déclin des capacités intellectuelles de l’humanité. Cette idée de déclin, toujours d'actualité au début du XXIe siècle, pourrait ainsi venir de la tentation de se reposer sur l’accès à une mémoire collective illimitée comme Internet, de l’obnubilation pour le monde virtuel ou de l'automatisation des tâches qui réduirait ainsi la curiosité, l’inventivité et l'interaction avec ses semblables.

### Critique de la guerre
Boulle ne donne pas à ses personnages des sentiments belliqueux. Pourtant le roman est écrit en pleine guerre du Viêt Nam (1955-1975) et durant une époque où les conflits se multiplient : Seconde Guerre mondiale (1939-1945), guerre d'Indochine (1946-1954), guerre de Corée (1950-1953) et guerre froide (1947-1991).
Dans le roman, même si les singes peuvent être violents et pratiquent la chasse, ils vivent dans une société pacifique. Même durant leur révolte contre les humains, les singes s'emparent de fouets et non d'armes à feu. Le fouet se justifie car c'est un instrument de dompteur qu'ils retournent contre ceux qui les ont traités comme des esclaves. Cet évènement renvoie d'ailleurs au combat pour l'abolition de l'esclavage. Tout au long du roman, Boulle décrit en fait une société débarrassée des conflits guerriers.

## Accueil

### Accueil général

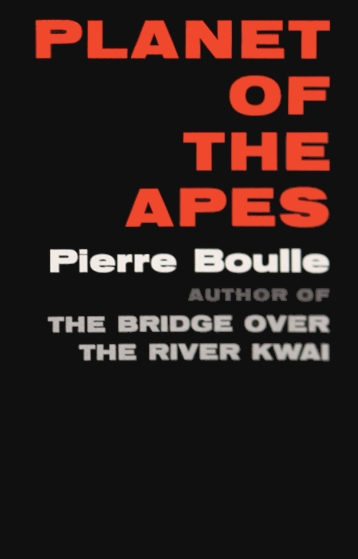
Couverture de la première édition américaine (The Vanguard Press, 1963) de La Planète des singes, vendu avec une référence au Pont de la rivière Kwai.

Le livre, édité sous la direction de Christian Bourgois, est très vite traduit en plusieurs langues dont le portugais et l'anglais en 1963, l'espagnol, le croate, l'italien (d'abord sous le titre Voyage à Soror) et l'allemand en 1965, le russe et le néerlandais en 1967, puis le japonais en 1968. La version anglaise est l'œuvre de l'auteur britannique Xan Fielding,. Elle est publiée sous le titre Planet of the Apes aux États-Unis et sous le titre Monkey Planet au Royaume-Uni,. L'ouvrage est par la suite régulièrement réédité dans toutes les langues où il a été traduit. En français, il est notamment publié par Le Livre de poche en 1970, Rombaldi en 1973 et Pocket en 1980. Le livre sort également en juillet 2014 aux éditions Audiolib en livre audio lu par le comédien Bernard Gabay pour une durée de six heures.
Pierre Boulle n'a jamais considéré ce récit comme l'un de ses meilleurs romans,. Il le voit plus comme un « plaisir de fantaisie ». Les voyageurs qui découvrent le récit, Phyllis et Jinn, y voient d'ailleurs une mystification : « Des hommes raisonnables ? Des hommes détenteurs de la sagesse ? Des hommes inspirés par l’esprit ?… Non, ce n’est pas possible, là le conteur a passé la mesure. Mais c’est dommage ». David L. Ulin du Los Angeles Times trouve cependant les enjeux du roman trop faibles, notamment à la perspective de ceux que mettent en lumière ses adaptations cinématographiques. Pour lui, Boulle s’intéresse plus aux réflexions qu’il développe qu’au sort de ses personnages et aux conséquences de son histoire. Le poète André Lebois qualifie quant à lui l'œuvre de Pierre Boulle de « puérile » dans son étude de 1973 du livre Les Émotions de Polydore Marasquin (1864) de Léon Gozlan. Ce dernier roman conte les aventures fantastiques d'un homme devenu roi d'un groupe de mandrills d'une île mystérieuse. André Lebois indique que Boulle n'a pas lu Gozlan et que le roman de ce dernier est supérieur à celui de Boulle.
Dans les années 1980 et 1990, le roman de Pierre Boulle apparait régulièrement dans des listes de lecture de littérature de science-fiction. Il figure notamment dans Les 100 principaux titres de la science-fiction (1981, d'Annick Béguin), Encyclopédie de poche de la SF (1986, de Claude Aziza et Jacques Goimard), Dictionnaire de la science-fiction (1998, de Denis Guiot, Alain Laurie et Stéphane Nicot) ou dans la liste de 1998 de l'association Infini.

### Influences possibles

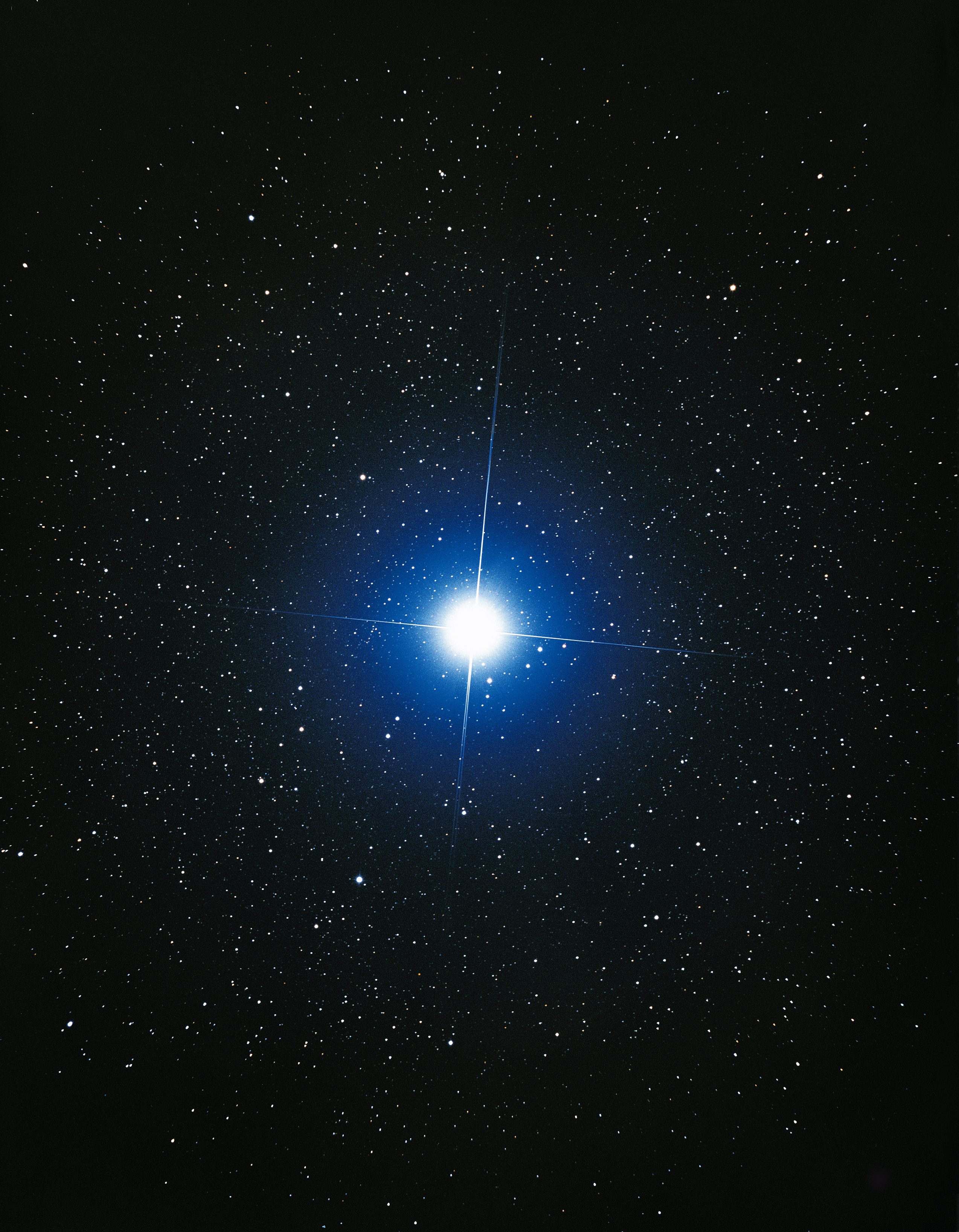
L'étoile Sirius est présente dans le roman de Boulle et dans Micromégas, conte de Voltaire. Elle est prise ici par le télescope spatial Hubble en 2003.

Certains critiques voient comme principales influences du récit Les Voyages de Gulliver de Jonathan Swift (1726), le Micromégas (1752) de Voltaire ou Les Animaux dénaturés (1952) de Vercors,,,,,. 
Le livre se rapproche du récit de Swift par le schéma de distanciation satirique où le voyage force le narrateur à réviser ses certitudes au contact d'une société qui est la version métaphorique de la sienne. La dernière aventure de Gulliver le confronte à une société de chevaux intelligents, les Houyhnhnms. Ceux-ci disposent de serviteurs humains aux capacités cognitives réduites. Dans cette société, Gulliver, comme Ulysse Mérou, fait l'effet d'un phénomène. L'intelligence des deux héros est rapidement perçue comme une menace et, comme Zira le fait pour Ulysse, un Houyhnhnm aide Gulliver à s'enfuir. 
La Planète des singes rappelle le récit de Voltaire par son style ironique et son côté satirique. De plus, l'enfant d'Ulysse s'appelle Sirius comme l'étoile dont Micromégas est originaire. Certains thèmes sont également communs, comme celui du voyage comme point de départ du récit, la dénonciation de l’intolérance ou la célébration des valeurs morales et des connaissances scientifiques. Micromégas est aussi un des premiers récits de science-fiction de la littérature française. La Planète des singes, conte philosophique de science-fiction, en recueille forcément l’héritage.
Pierre Boulle semble de plus être un héritier de H. G. Wells. En effet, La Planète des singes reprend de La Machine à explorer le temps (1895) le principe du voyage dans le temps, mais aussi le fait que le héros tombe amoureux d'une humaine de l'époque qu'il visite et décide de retourner chez lui avec celle-ci. L'Île du docteur Moreau (1896) parait aussi une source d'inspiration. Dans ce livre, le docteur Moreau parvient à créer un homme-singe en pratiquant des expérimentations sur un gorille. Il en résulte un être confus que le professeur de lettres modernes Nicolas Allard voit comme une préfiguration du docteur Zaius, qui est un « amateur de mots vains et de réflexions sans fondement ». Le narrateur du livre, comme Ulysse Mérou, reste marqué par cette rencontre et voit désormais clairement l'animalité dans l'homme.
Deux ouvrages de Jules Verne semblent avoir également inspiré Boulle. Il s'agit de Le Village aérien (1901) et de L'Éternel Adam (1910). Dans le premier roman, des explorateurs découvrent une population à la frontière du singe et de l'homme. Verne s'inspire des travaux de Charles Darwin pour nourrir son intrigue. La population de primates intelligents se révèle très hostile envers les hommes et les pourchasse durant une partie du récit. Dans le second roman, un archéologue du futur découvre une précédente civilisation humaine plus avancée technologiquement que la sienne. L'idée est reprise par Boulle, avec notamment le personnage du chimpanzé Cornélius qui est fasciné par le passé de son monde. Plus loin dans le roman, l'archéologue de Verne découvre que la précédente civilisation a subi une « régression manifeste » comme les humains de La Planète des singes. 
Également, deux histoires d’Edgar Rice Burroughs peuvent être des références pour Boulle. La première est Tarzan chez les singes (1912). Dans ce roman, Tarzan, un enfant humain, est recueilli par des singes capables de communiquer et ayant une organisation sociale complexe. Comme Ulysse Merou, Tarzan est accepté par les singes, mais est aussi perçu comme un être différent. Au contact de Jane, Tarzan retrouve son humanité restée en sommeil. Dans le roman de Boulle, Nova, stimulée par Ulysse, retrouve une partie de ses capacités cognitives. La seconde histoire est Pellucidar (1914-1944). Il s'agit d'un cycle de sept romans se déroulant au centre de la Terre, sur laquelle des reptiles volants dominent une population humaine parfois mise en esclavage. Les reptiles, nommés Mahars, sont secondés par une espèce mi-homme mi-gorille, les Sagoths. Ceux-ci ont notamment pour mission de chasser les humains, comme le font les gorilles dans La Planète des singes. Le héros du cycle, David Innes, découvre lors d'une de ses aventures des hommes primitifs qui lui arrachent ses vêtements, comme le feront les hommes de La Planète des singes à Ulysse et à ses compagnons. Comme Ulysse, David tombe amoureux d'un de ces primitifs. Et comme Ulysse, il doit faire face à une cour de justice Mahars qui n'accepte pas le fait qu'il existe un monde dans lequel les hommes sont le sommet de l'évolution. Selon le paléoanthropologue Pascal Picq, le discours que prononce Ulysse devant l'assemblée des singes est directement inspiré d'un texte de Franz Kafka, Rapport pour une académie (1917).
Le roman de Vercors tourne autour de la définition du mot Humain. L'influence de Vercors sur le récit de Boulle se ressent par rapport à son traitement de cette nature humaine. Les deux auteurs distinguent dans leurs récits l’humain animalisé du singe humanisé pour mieux les opposer dans un face-à-face lourd de conséquences. Selon Nicolas Allard, le procès fait à Ulysse se rapproche de la controverse de Valladolid (1550-1551), le célèbre débat religieux qui acte que les « Indiens d'Amérique » sont des « véritables êtres humains »  à l'instar des Européens. Pour l'essayiste et conférencière Natacha Vas-Deyres, l'idée de départ de La Planète des singes provient de La Fin du monde (1893) de Camille Flammarion, un roman dans lequel les hommes du futur confient les tâches domestiques à des singes apprivoisés.

## Adaptations
Pierre Boulle ne pensait initialement pas que son roman deviendrait un film. Il lui « semblait difficile de ne pas en faire un film ridicule »,. Cependant, en 1963, l'agent littéraire de Boulle, Alain Bernheim, présente le roman au producteur de cinéma américain Arthur P. Jacobs alors que celui-ci se trouve à Paris pour rechercher des scénarios à produire par APJAC, sa nouvelle société. Bernheim propose en premier lieu un roman de Françoise Sagan, mais Jacobs le rejette. Mais, comme Jacobs indique à l'agent qu'il « aurai[t] aimé que King Kong n'ait pas été produit pour pouvoir le faire », Bernheim évoque La Planète des singes, sans s’attendre à ce qu’il soit réellement intéressé. Pourtant, l'histoire intrigue Jacobs, qui achète immédiatement les droits d'adaptation pour le cinéma même s'il considère que le roman n'a pas une nature intrinsèquement cinématographique.
Le livre inspire une saga cinématographique composée de dix films. Il s'agit de La Planète des singes (Planet of the Apes) en 1968, Le Secret de la planète des singes (Beneath the Planet of the Apes) en 1970, Les Évadés de la planète des singes (Escape From the Planet of the Apes) en 1971, La Conquête de la planète des singes (Conquest of the Planet of the Apes) en 1972, La Bataille de la planète des singes (Battle for the Planet of the Apes) en 1973, La Planète des singes (Planet of the Apes) en 2001, La Planète des singes : Les Origines (Rise of the Planet of the Apes) en 2011, La Planète des singes : L'Affrontement (Dawn of the Planet of the Apes) en 2014,La Planète des singes : Suprématie (War for the Planet of the Apes) en 2017 et La Planète des singes : Le Nouveau Royaume (Kingdom of the Planet of the Apes) en 2024 . Pour la télévision, la saga est également adaptée en série télévisée en 1974 et en série d'animation en 1975.
Des bandes dessinées inspirées de La Planète des singes sont également publiées régulièrement depuis 1968 par différents éditeurs comme Gold Key Comics, Dark Horse Comics et Boom! Studios. La série la plus notable est le magazine en noir et blanc Planet of the Apes de Marvel Comics, publié de 1974 à 1977 et édité notamment en français par les éditions Panini en 2018 et 2019. La licence comporte aussi quatre jeux vidéo : La Planète des singes (2001), Revenge of the Apes (2003), Last Frontier (2017) et Crisis on the Planet of the Apes (2018).

## Postérité
Après le succès de la première adaptation cinématographique au box-office d'avril 1968, le producteur Arthur P. Jacobs demande à Pierre Boulle de lui écrire le scénario d'une suite. Jacobs lui confie alors un exemplaire du scénario pour qu'il se familiarise avec l’écriture filmique. Boulle rédige donc en juin 1968 un manuscrit de 71 feuillets donnant une fois tapé et traduit en anglais, un scénario de 108 pages titré La Planète des Hommes. L'auteur reprend la chute du premier film comme point de départ,,. Cependant cette suite est rejetée sans même une tentative de réécriture,. Les producteurs trouvent le scénario de Boulle peu cinématographique et mettant trop en retrait les personnages de Zira et Cornélius. Plusieurs éléments du manuscrit sont cependant gardés par les producteurs, mais de nombreux éléments comme l’arc narratif concernant Sirius, le fils intelligent de Taylor et de Nova, sont en revanche totalement abandonnés.